# Mayra Dias
Mayra Benita Alves Dias (sinh ngày 28 tháng 9 năm 1991) là một người mẫu Brazil và hoa hậu sắc đẹp. Cô đăng quang Hoa hậu Brazil 2018 vào ngày 26 tháng 5 năm 2018, trở thành đại diện thứ hai từ Amazonas. Cô đại diện cho Brazil tại Hoa hậu Hoàn vũ 2018.

## Đầu đời
Dias được sinh ra ở Itacoatiara, một thành phố ở nội địa của bang Amazonas. Cô là người gốc Âu và gốc Brazil.

## Nghề nghiệp

### Hoa hậu Mundo Amazonas 2015
Dias đã đăng quang Hoa hậu Mundo Amazonas 2015 và tham gia Miss Mundo Brasil 2015 tại Florianópolis.

### Hoa hậu Mundo Brasil 2015
Dias sẽ đại diện cho Amazonas tham gia Miss Mundo Brasil 2015 tại Teatro Governador Pedro Ivo ở Florianópolis ở bang Santa Catarina nhưng cô chỉ lọt vào Top 20 bán kết.

### Reina Hispanoamericana 2016
Dias đã tham gia và được chọn làm Đại diện Brazil tại Reina Hispanoamericana 2016 tại FexpoCruz, Santa Cruz, Bolivia vào ngày 5 tháng 11 năm 2016 đánh bại 22 người đẹp khác cạnh tranh danh hiệu và cô đã chiến thắng với vị trí Á hậu 1. Tuy nhiên, mặc dù đang ở đất nước và ở quê nhà của cô, nhưng chính Camila Soleibe đến từ Colombia cuối cùng đã giành được danh hiệu Reina Hispanoamericana 2016.

### Hoa hậu Brazil 2018
Dias đại diện cho Amazonas đã đăng quang Hoa hậu Brazil 2018 được tổ chức tại Ririalro ở Rio de Janeiro đêm chung kết vào ngày 26 tháng 5 năm 2018, nơi 27 diva xinh đẹp cạnh tranh danh hiệu quốc gia. Cô đã chiến thắng trong cuộc thi Hoa hậu Brasil 2017 Monalysa Alcântara. 

### Hoa hậu Hoàn vũ 2018
Dias đã đại diện Brazil và nằm trong top 20 tại cuộc thi Hoa hậu Hoàn vũ 2018 tại Bangkok, Thái Lan.